# Stenomesson parvulum
Stenomesson parvulum är en amaryllisväxtart som beskrevs av Pierfelice Ravenna. Stenomesson parvulum ingår i släktet Stenomesson och familjen amaryllisväxter. Inga underarter finns listade i Catalogue of Life.